# Cakewalk
Der Cakewalk ist ein Gesellschaftstanz, der um 1850 als eigenständiger Tanz in den Vereinigten Staaten beschrieben wurde; er wurde zunächst Chalk Line Walk (englisch für „Kreideliniengang“) genannt. Von 1895 bis 1905 wurde der Tanz dann auf der Grundlage von Ragtime-Musik als Cakewalk zum bekannten Modetanz; 1915 hatte er eine zweite Blütezeit, die weltweit war, bevor er um 1920 aus der Mode kam.

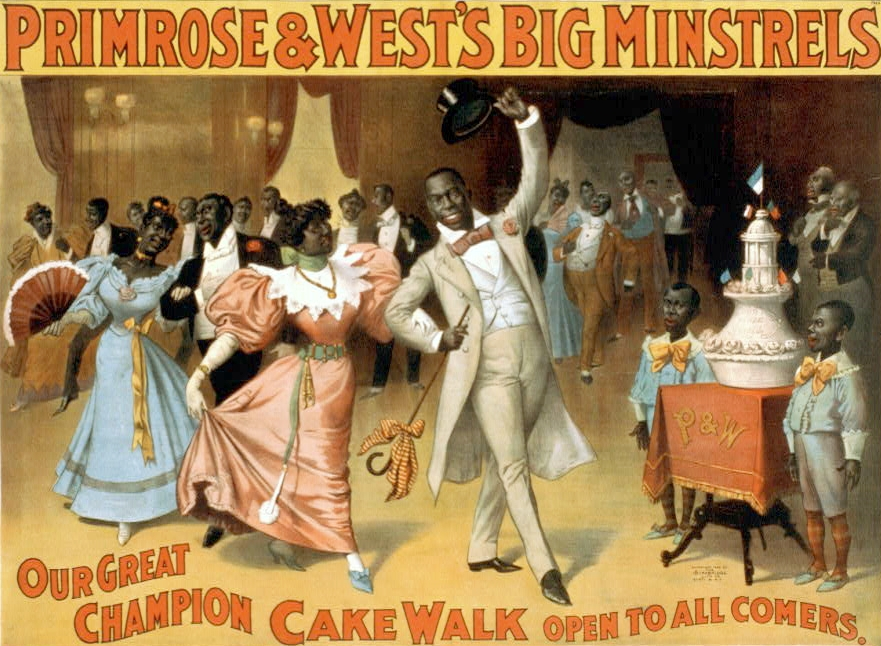
Plakat aus dem Jahr 1896

## Entstehung
Um 1840 entstand in den Großgrundplantagen in Florida (USA) der Tanz Chalk Line Walk, als afroamerikanische Sklaven einen Tanz des ortsansässigen Indianervolks der Seminolen mit Tänzen aus ihrer afrikanischen Heimat verbanden. Sie übernahmen die Grundform des ernsthaften Schreittanzes für Paare und fügten Elemente der Tänze der Xhosa und des Ring Shout hinzu. Die Tänzer, walker genannt (englisch für „Geher“ oder „Spaziergänger“), schritten eine gerade Linie ab und balancierten dabei einen mit Wasser gefüllten Eimer auf dem Kopf.
Im Laufe der Zeit verschwand der Wassereimer und die Tänzer gingen stattdessen dazu über, das Verhalten ihrer weißen Herrschaften zu parodieren. Sie imitierten das stolze Schreiten der weißen Gesellschaftstänzer, spielten überspitzt das Schäkern mit den Damen nach, verbeugten sich übertrieben tief, schwangen imaginäre Spazierstöcke und grüßten mit meist nicht vorhandenen Hüten. Viele Plantagenbesitzer amüsierten sich über diese Vorstellungen ihrer Sklaven und organisierten Darbietungen für sich und ihre Besucher. Aus den Darbietungen erwuchs eine Konkurrenz: Die Plantagenbesitzer wollten sich gegenseitig beweisen, dass ihre Sklaven die besseren Tänzer seien, und führten deshalb sonntägliche Tanzwettbewerbe durch. Da der Preis für den Gewinner eines solchen Wettbewerbs zunächst ein Kuchen war, änderte sich der Name des Tanzes zu Cakewalk. Ekkehard Jost zufolge ist es ungesichert, ob wirklich der Tanz so hieß, weil ein Kuchen als Preisgeld ausgesetzt war. Nach anderen Überlieferungen ist der Tanz weniger ein formeller Tanz, sondern ein Tanzspiel mit Kuchen und Teil eines Hochzeitsbrauchtums.

## Ausbreitung
Der Cakewalk wurde auch in den nordamerikanischen Minstrel Shows eingesetzt. Dort diente er seit dem Ende der 1870er Jahre „dazu, den „Walkaround“ zu begleiten“, also den Schlussteil einer Minstrel Show. Allerdings wurde der Cakewalk zunehmend auch unabhängig von dieser Verwendung eingesetzt: Der Cakewalk trat bereits um die Jahrhundertwende seinen Weg in andere Erdteile an. Der Stummfilm Uncle Tom’s Cabin (1903), den Edwin S. Porter nach dem Roman von Harriet Beecher Stowe drehte, machte den Tanz in Europa bekannt, wo es auch zu ersten Einspielungen kam und er sich zum Modetanz entwickelte.

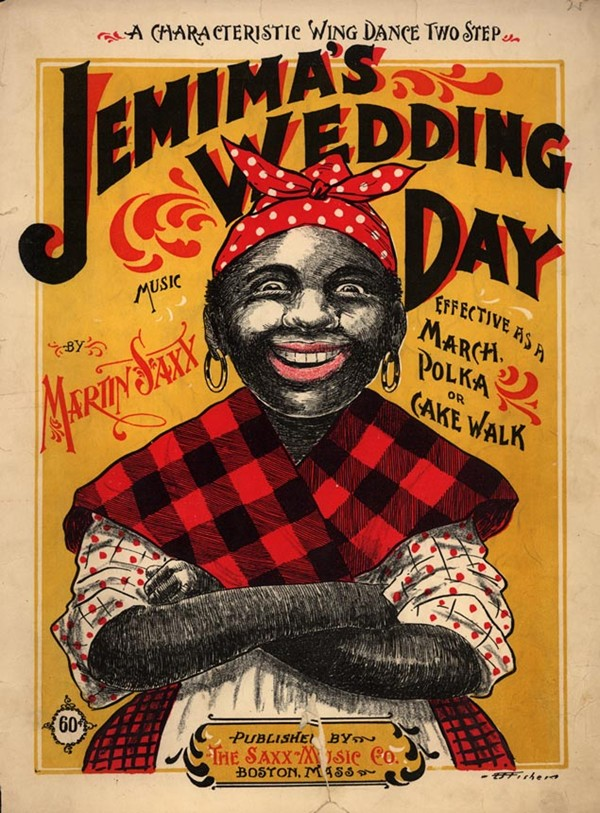
Notenausgabe von Martin Saxx Jemimas Wedding Day (1899). Dort wird dafür geworben, dass die Melodie sehr verschieden ausgeführt werden konnte.

## Musikalische Form und Rhythmus
Maximilian Hendler referiert die Hypothese, dass sich der Rhythmus des Cakewalk von der kubanischen Clave ableiten könnte. Tondokumente des Cakewalk gibt es jedoch nur aus dessen mittlerer und später Verbreitungsphase. „Aus der Frühzeit sind weder Noten vorhanden noch irgendwelche Beschreibungen, die mehr als allgemeinste Eindrücke wiedergeben.“
Die gedruckten Cakewalks umfassen in den meisten Fällen Untereinheiten mit zumeist jeweils 16 Takten, die in Formen wie AABBACCAA vorliegen, also einfacher als der Marsch oder auch der Ragtime aufgebaut sind. Melodien wie der 1897 von Kerry Mills komponierte Cakewalk „At a Georgia Camp Meeting“ konnten sowohl als Two Step als auch als Polka und ebenso als Cakewalk, aber auch als Marsch interpretiert werden. Wie Interpretationen durch die Kapelle von John Philip Sousa belegen, wurden Cakewalks damals auch als „Marsch mit Synkopen“ gespielt.

## Cakewalk in der Kunstmusik
Der französische Komponist Claude Debussy verwendet als Schlusssatz seiner zwischen 1906 und 1908 entstandenen Klaviersuite Children’s Corner einen Cakewalk mit dem Titel „Golliwogg’s Cakewalk“. Das Stück im Ragtime-Rhythmus parodiert in seinem Mittelteil den Beginn von Richard Wagners Oper Tristan und Isolde (allerdings gerade ohne den „Tristan-Akkord“).

## Wortbedeutung und Wortherkunft
Cakewalk ist die Eindeutschung des englischen Begriffs cakewalk, der wörtlich „Kuchengang“ oder „Kuchenpromenade“ bedeutet. (Die im Duden angegebene Übersetzung „Kuchentanz“ ist  ungenau.) Die Bezeichnung geht angeblich darauf zurück, dass Plantagenbesitzer ihre Sklaven sonntags Wettbewerbe in dieser Tanzform austragen ließen und der Gewinner als Preis einen Kuchen erhielt; er sollte den affektierten Gang der Weißen nachahmen.
Die frühere Bezeichnung für die Tanzform war chalk line walk, englisch für „Kreideliniengang“ oder „Kreidelinienpromenade“. Der Grund für diese Benennung ist nicht bekannt, vermutlich geht sie darauf zurück, dass die Paare auf einer (imaginären) geraden Linie promenieren.

### Verwandte Begriffe und Redensarten

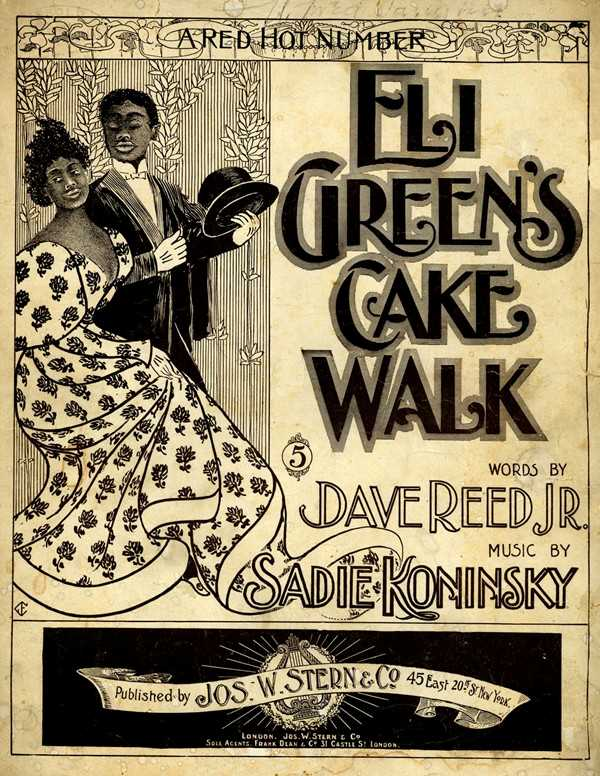
Eli Green’s Cake Walk von Sadie Koninsky (Notenausgabe 1896)

Durch den Cakewalk entstanden die folgenden englischsprachigen Redensarten:
- (to) take the cake – „den Preis davontragen“[10][11]
- that takes the cake! – „das ist (einsame) Spitze!“[1][10]
- it’s a cakewalk – „das ist ein Kinderspiel“[1]

Eventuell geht auch die folgende englischsprachige Redensart auf den Cakewalk zurück:
- that’s a piece of cake – „das ist ein Kinderspiel“, „das ist einfach“, „das ist leicht“[11]